# 方外仙女
方外仙女（西班牙語：Doñas de fuera，字面上意思就是「外面來的女子」） 是西西里島民間傳說中的超自然女性存在，相當於英國民間傳說的仙女。十六至十七世紀，方外仙女也牽涉到西西里島當地的女巫審判。

## 概要
在歷史上的西西里民間傳說中，方外仙女會與人類接觸，其中大多數是被認為擁有「甜蜜血液」的女性，仙女利用會飛的山羊將人類帶到貝內文托。她們被形容為身穿白衣、紅衣或黑衣的美女，足部像是貓爪、馬蹄或特殊的圓形形狀。
每週二、週四、週六，仙女們都會在樹林裡與她們同夥的人類見面。三月份，數個團體會聚集在一起，仙女的領袖指示她們要做仁慈的存在。仙女遭人類冒犯、打擾時，人類會出現不適的症狀，遇到這種情況，當事人會付錢給一位與仙女有關的人，請其在家裡舉辦晚宴。
1579年至1651年間，西西里島發生了多起女巫審判事件。西西里法庭呈馬德里西班牙宗教裁判所的審判摘要顯示，共有65人因巫術而受到審判，其中有8名男性，當中許多人被認為是仙女的同夥。宗教裁判所譴責他們是女巫，但往往不會認真對待這些案件，因為被告在供詞中從未提到魔鬼。由於當地居民普遍對這種與仙女來往的現象持正面看法，宗教裁判所並沒有對此事施加壓力。